# Masaki Kaneko
Masaki Kaneko, född 27 mars 1992, är en japansk simmare.
Kaneko tävlade för Japan vid olympiska sommarspelen 2016 i Rio de Janeiro, där han tog sig till semifinal på 200 meter ryggsim.